# Риу-Клару (Рио-де-Жанейро)
Риу-Клару (порт. Rio Claro) — муниципалитет в Бразилии, входит в штат Рио-де-Жанейро. Составная часть мезорегиона Юг штата Рио-де-Жанейро. Входит в экономико-статистический микрорегион Вали-ду-Параиба-Флуминенси. Население составляет 17 216 человек на 2007 год. Занимает площадь 841,390 км². Плотность населения — 20,5 чел./км².

## История
Город основан 19 мая 1849 года. 

## Статистика
- Валовой внутренний продукт на 2005 год составляет 105 926 тысяч реалов (данные: Бразильский институт географии и статистики).
- Валовой внутренний продукт на душу населения на 2005 год составляет 5940,00 реалов (данные: Бразильский институт географии и статистики).
- Индекс развития человеческого потенциала на 2000 год составляет 0,737 (данные: Программа развития ООН).

## География
Климат местности: горный тропический. В соответствии с классификацией Кёппена, климат относится к категории Cwa.